# Barons Court (London Underground)

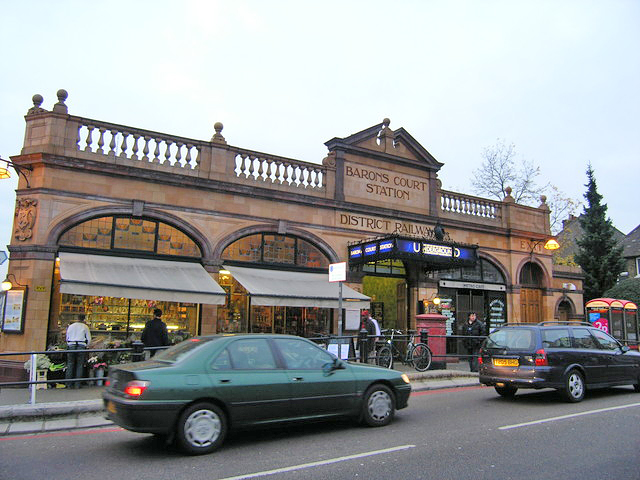
Stationsgebäude

Barons Court ist eine oberirdische Station der London Underground im Stadtbezirk London Borough of Hammersmith and Fulham. Sie liegt in der Tarifzone 2 an der Talgarth Road. Hier verkehren Züge der District Line und der Piccadilly Line. Im Jahr 2014 nutzten 7,50 Millionen Fahrgäste diese Station.

## Anlage

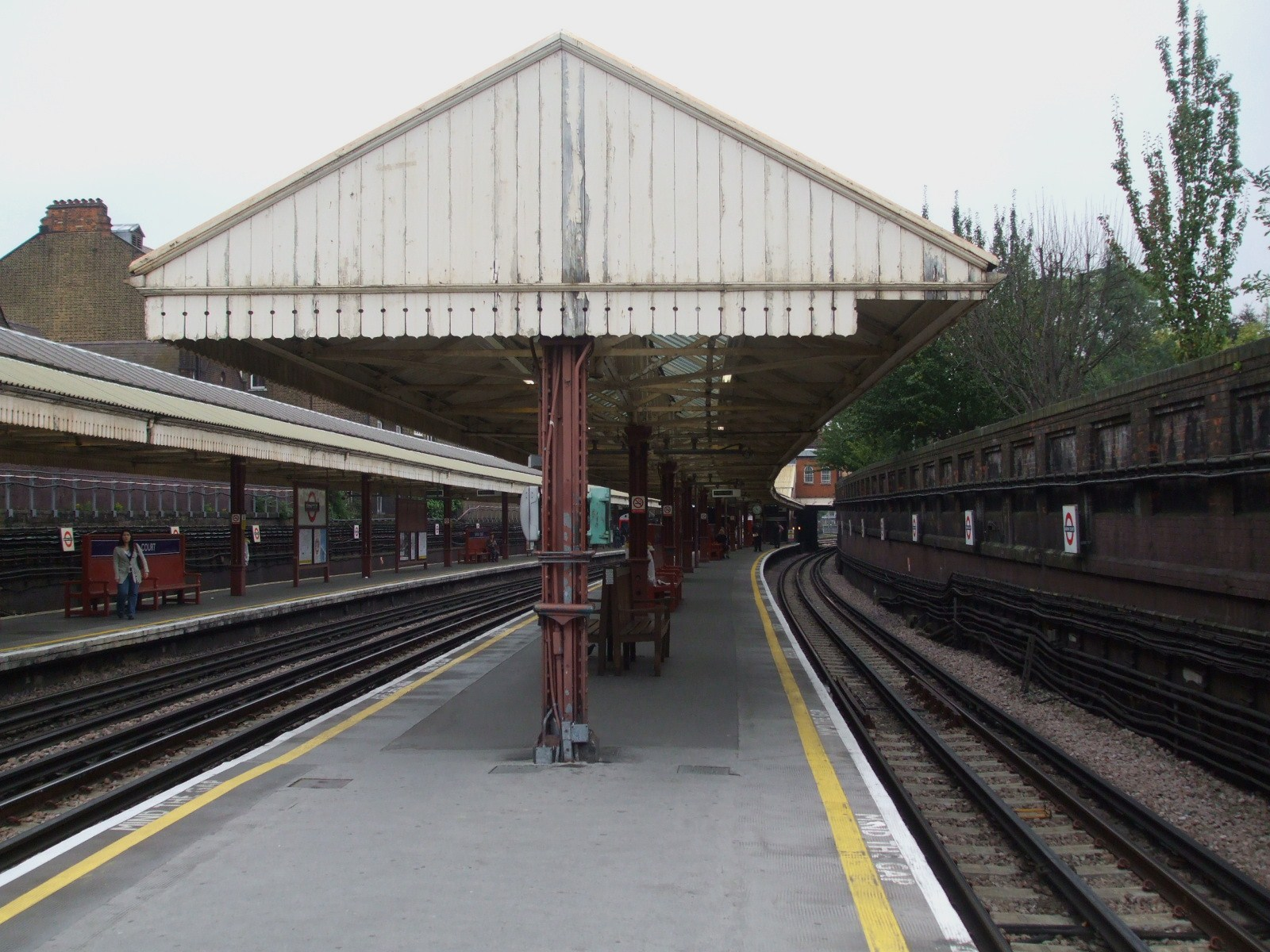
Gleise und Bahnsteige

Unmittelbar östlich der Station endet der Tunnelabschnitt der Piccadilly Line. Deren Gleise liegen bis zur Station Acton Town zwischen jenen der District Line. Zwei Mittelbahnsteige erleichtern das direkte Umsteigen zwischen Zügen der beiden Linien, die in der gleichen Richtung unterwegs sind.
Das Stationsgebäude ist ein gut erhaltenes Beispiel edwardianischer Architektur, das mit seinen zahlreichen Verzierungen dem Barock nachempfunden ist. Seit 1985 steht das Gebäude unter Denkmalschutz (Grade II).

## Geschichte

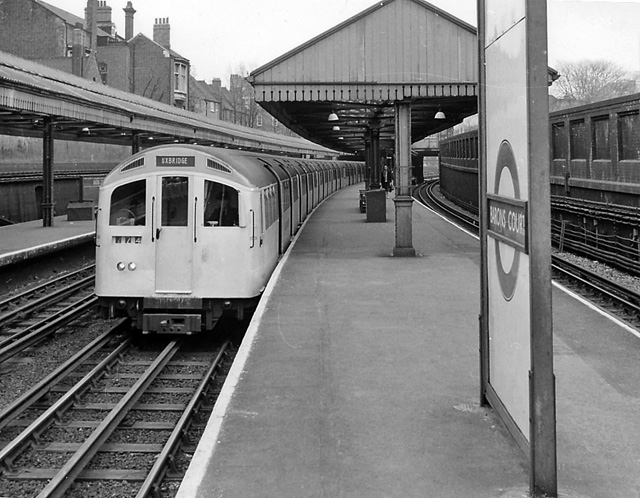
Zug der Baureihe 1959 auf der Piccadilly Line (1962)

Die Station wurde am 9. Oktober 1905 durch die Metropolitan District Railway, die Vorgängergesellschaft der District Line, eröffnet. Die Piccadilly Line nahm ihren Betrieb am 15. Dezember 1906 auf. Die Strecke war allerdings bereits 1874 eröffnet worden. Die Station wurde nachträglich eingefügt und war Teil eines größeren Bauprojekts. Auf dem bisher nicht überbauten Gelände ringsum entstand ein neues Wohnviertel.
Das neue Viertel erhielt den Namen Barons Court (grammatikalisch korrekt wäre Baron’s Court gewesen). Die Namensgebung geht auf Karl Alexander, Markgraf von Brandenburg-Ansbach zurück. Dieser hatte zu Beginn des 19. Jahrhunderts im nahen Hammersmith ein Anwesen namens Brandenburg House besessen. Über seine Frau, Lady Elizabeth Craven, war er auch in den Besitz von Craven Cottage gelangt, wo heute das Fußballstadion des FC Fulham steht. Eine Straße bei der Station heißt Margravine Gardens („Markgräfinnengarten“).